# Roland Ratzenberger
Roland Ratzenberger,  avstrijski dirkač, * 4. julij 1960, Salzburg, Avstrija, † 30. april 1994, Imola, Italija. 
Kariero dirkača je začel v nemški Formuli Ford leta 1983. Leta 1985 je osvojil naslov prvaka avstrijske in srednjeevropske Formule Ford. Med letoma 1986 in 1989 je vozil dirke turističnih avtomobilov in Formule 3000 v Veliki Britaniji, potem pa med letoma 1990 in 1993 nadaljeval tovrstno kariero na Japonskem. Med letoma 1989 in 1993 se je redno udeležil dirk 24 ur Le Mansa in leta 1993 dosegel najboljši rezultat s petim mestom.
Ratzenberger je pred začetkom sezone 1994 v Formuli 1 z novim moštvom Simtek podpisal pogodbo, ki je bila veljavna pet dirk. Debitiral je na Veliki nagradi Brazilije, kjer pa se mu ni uspelo kvalificirati na dirko. Na drugi dirki za Veliko nagrado Pacifika je dosegel enajsto mesto, na kvalifikacijah pred tretjo dirko za Veliko nagrado San Marina pa se je smrtno ponesrečil. To je bila ena najbolj tragičnih Velikih nagrad v zgodovini Formule 1, saj se je na dirki smrtno ponesrečil še trikratni prvak Formule 1 Ayrton Senna.

## Popolni rezultati Formule 1
(legenda) (odebeljene dirke pomenijo najboljši štartni položaj, poševne pa najhitrejši krog, †-uvrščen kljub odstopu)
| Leto | Moštvo          | Šasija      | Motor   | 1       | 2      | 3       | 4   | 5   | 6   | 7   | 8  | 9   | 10  | 11  | 12  | 13  | 14 | 15  | 16  | Prv | Toč |
| ---- | --------------- | ----------- | ------- | ------- | ------ | ------- | --- | --- | --- | --- | -- | --- | --- | --- | --- | --- | -- | --- | --- | --- | --- |
| 1994 | MTV Simtek Ford | Simtek S941 | Ford V8 | BRA DNQ | PAC 11 | SMR DNS | MON | ŠPA | KAN | FRA | VB | NEM | MAD | BEL | ITA | POR | EU | JAP | AVS | -   | 0   |